# Didier Merchán
Didier Norberto Merchán Cardona (Líbano, Tolima, 26 de julio de 1999) es un ciclista profesional colombiano. Desde 2022 corre para el equipo profesional colombiano GW Shimano-Sidermec de categoría Continental.

## Palmarés
2019
- 1 etapa del Clásico RCN

2020
- 1 etapa de la Vuelta al Tolima

2021
- Giro del Medio Brenta
- Vuelta a Antioquia

2022
- 1 etapa de la Vuelta al Táchira

## Equipos
- Colombia Tierra de Atletas-GW Bicicletas (2020-2021)
- Androni Giocattoli/GW Shimano (2022-)
  - Drone Hopper-Androni Giocattoli (2022)
  - GW Shimano-Sidermec (2023-)